# Joezjny (Tsjoekotka)
Joezjny (Russisch: Южный; "zuid") is een voormalige mijnwerkersplaats (posjolok) in het district Tsjaoenski in het noordwesten van de Russische autonome okroeg Tsjoekotka. De plaats lag op ongeveer 70 kilometer ten zuidoosten van het districtcentrum, de stad Pevek, aan de zuidelijke voet van het Sjelagskigebergte, aan de noordelijke oever van de rivier Mlelvyn, op de plek waar de Kaj-Ponnelvegyrgyn instroomt. Iets noordelijker lag de plaats Krasnoarmejski, wat zuidelijker de plaats Komsomolski en ten oosten het plaatsje Mejny. Een onverharde weg verbond het verder met het plaatsje Vagapvaam. Deze plaatsen zijn sindsdien eveneens opgeheven.
De plaats werd gesticht bij de openstelling van de eerste goudmijn van Tsjoekotka. De mijn vormde onderdeel van de Tsjaoentsjoekotlag ("noord", "oost" en "west" van de Tsjaoenlag) en er werkten daarom Goelagdwangarbeiders in de jaren 1950. Begin jaren 1950 lag er reeds een plaats voor prospectors. In 1998 werd de plaats opgeheven als onderdeel van een overheidprogramma voor de opheffing van mijnwerkersplaatsen in de goudwinning die niet meer levensvatbaar werden geacht.
Bestuurlijk centrum: Pevek

Ajon · Apapelgino(†) · Baranicha(†) · Bystry(†) · Janranaj · Joezjny(†) · Komsomolski(†) · Krasnoarmejski(†) · Rytkoetsji · Valkoemej(†) · Zapadny(†)